# Milena Cillerová
Milena Cillerová (* 12. August 1945 in Jilemnice) ist eine ehemalige tschechoslowakische Skilangläuferin.
Cillerová errang bei den Lahti Ski Games 1970 den zweiten Platz und im Jahr 1971 den dritten Platz mit der Staffel. Bei den Nordischen Skiweltmeisterschaften 1970 in Vysoké Tatry wurde sie Fünfte mit der Staffel. Im Februar 1972 lief sie bei den Olympischen Winterspielen in Sapporo auf den 30. Platz über 10 km, auf den 22. Rang über 5 km und auf den sechsten Platz mit der Staffel. Bei den tschechoslowakischen Meisterschaften siegte Cillerová siebenmal mit der Staffel (1968–1974), fünfmal über 5 km (1967, 1968, 1971–1973) und zweimal über 10 km (1971, 1972).